# Pokryschkino (Kaliningrad)
Pokryschkino (russisch Покрышкино, deutsch Dopönen, 1938–1945 Grünweide) ist eine Siedlung in der russischen Oblast Kaliningrad. Sie gehört zur kommunalen Selbstverwaltungseinheit Stadtkreis Nesterow im Rajon Nesterow.

## Geographische Lage
Pokryschkino liegt acht Kilometer südöstlich von Nesterow (Stallupönen, 1938–1946 Ebenrode) an einer Nebenstraße, die die Rajonshauptstadt mit Newskoje (Pillupönen, 1938–1946 Schloßbach) und der Rominter Heide verbindet und bis zur russisch-polnischen Grenze bei Saslonowo (Szittkehmen/Schittkehmen, 1938–1946 Wehrkirchen, polnisch: Żytkiejmy) führt, wo sie sich verliert.
Den westlichen Ortsrand berührt die Bahnstrecke von Nesterow über Tschistyje Prudy (Tollmingkehmen, 1938–1946 Tollmingen) nach Krasnolessje (Rominten, 1938–1946 Hardteck), die vor 1945 bis in das heute polnische Gołdap (Goldap) führte. Die nächste Bahnstation ist Puschkino (Göritten).

## Geschichte
Das frühere Dopönen gehörte bis 1945 zum Landkreis Stallupönen im Regierungsbezirk Gumbinnen in der preußischen Provinz Ostpreußen. Ab 1874 war es in den Amtsbezirk Göritten (heute russisch: Puschkino) eingegliedert. Im Jahre 1910 waren in Dopönen 311 Einwohner registriert, im Jahre 1933 waren es 317, 1939 dann 300.
Am 3. Juni 1938 – mit Bestätigung vom 16. Juli 1938 – erhielt das Dorf – politisch-ideologisch so gewollt – den Namen „Grünweide“.
Infolge des Zweiten Weltkrieges kam das Dorf an die Sowjetunion. Im Jahr 1947 erhielt es den russischen Namen Pokryschkino und wurde gleichzeitig Sitz eines Dorfsowjets im Rajon Nesterow. Von 2008 bis 2018 gehörte Pokryschkino zur Landgemeinde Prigorodnoje selskoje posselenije und seither zum Stadtkreis Nesterow.

### Pokryschkinski selski Sowet/okrug 1947–2008
Der Dorfsowjet Pokryschkinski selski Sowet (ru. Покрышкинский сельский Совет) wurde im Juni 1947 eingerichtet. Sein Verwaltungssitz war zunächst der Ort Pokryschkino. Im Jahr 1954 wurde der Newski selski Sowet an den Pokryschkinski selski Sowet angeschlossen. Vor 1975 wurde der Verwaltungssitz nach Puschkino verlegt. Nach dem Zerfall der Sowjetunion bestand die Verwaltungseinheit als Dorfbezirk Pokryschkinski selski okrug (ru. Покрышкинский сельский округ). Im Jahr 2008 wurden die verbliebenen Orte des Dorfbezirks in die neu gebildete Landgemeinde Prigorodnoje selskoje posselenije eingegliedert.
| Ortsname                                | Name bis 1947/50                               | Bemerkungen                                                                                           |
| --------------------------------------- | ---------------------------------------------- | --- |
| Bolsche-Ostrowskoje (Больше-Островское) | Wicknaweitschen, 1938–1945:"Wickenfeld"        | Der Ort wurde 1947 umbenannt und vor 1975 verlassen.                                                  |
| Jagodnoje (Ягодное)                     | Bredauen                                       | Der Ort wurde 1950 umbenannt und gehörte zunächst zum Dorfsowjet Newski.                              |
| Lukjanowka (Лукьяновка)                 | Dumbeln                                        | Der Ort wurde 1947 umbenannt und war zunächst in den Dorfsowjet Kalininski eingeordnet.               |
| Malo-Nekrassowo (Мало-Некрасово)        | Matzkutschen, 1938–1945:"Fuchshagen"           | Der Ort wurde 1947 umbenannt und vermutlich vor 1975 an den Ort Nekrassowo angeschlossen.             |
| Malo-Ostrowskoje (Мало-Островское)      | Kisseln                                        | Der Ort wurde 1947 umbenannt und vor 1975 verlassen.                                                  |
| Medwedewo (Медведево)                   | Gawehnen, ab 1928: Scharfeneck                 | Der Ort wurde 1950 umbenannt und vor 1975 verlassen.                                                  |
| Nekrassowo (Некрасово)                  | Groß Sodehnen, 1938–1945:"Grenzen"             | Der Ort wurde 1947 umbenannt.                                                                         |
| Newskoje (Невское)                      | Pillupönen, 1938–1945:"Schloßbach"             | Der Ort wurde 1947 umbenannt und war zunächst der Verwaltungssitz des Dorfsowjets Newski.             |
| Panfilowo (Панфилово)                   | Podszohnen/Podschohnen, 1938–1945:"Buschfelde" | Der Ort wurde 1947 umbenannt und gehörte zunächst zum Dorfsowjet Newski. Er wurde vor 1975 verlassen. |
| Pokryschkino (Покрышкино)               | Dopönen, 1938–1945:"Grünweide"                 | Der Verwaltungssitz bis vor 1975.                                                                     |
| Puschkino (Пушкино)                     | Göritten                                       | Der Ort wurde 1947 umbenannt und war seit vor 1975 der Verwaltungssitz.                               |
| Rybalkowo (Рыбалково)                   | Matternischken, 1938–1945:"Matten"             | Der Ort wurde 1950 umbenannt und gehörte zunächst zum Dorfsowjet Newski. Er wurde vor 1975 verlassen. |
| Tagilskoje (Тагильское)                 | Semmetimmen                                    | Der Ort wurde 1950 umbenannt und vor 1975 verlassen.                                                  |
| Tscheljuskino (Челюскино)               | Sannseitschen, 1938–1945:"Sannen"              | Der Ort wurde 1950 umbenannt und vor 1975 verlassen.                                                  |
| Tschernjachowo (Черняхово)              | Laukupönen, 1938–1945:"Erlenhagen"             | Der Ort wurde 1947 umbenannt und gehörte zunächst zum Dorfsowjet Newski.                              |
| Wosnessenskoje (Вознесенское)           | Wenzlowischken, 1938–1945:"Wenzbach"           | Der Ort wurde 1947 umbenannt und gehörte zunächst zum Dorfsowjet Newski.                              |

## Kirche
Dopönen mit seiner überwiegend evangelischen Bevölkerung hatte vor 1945 kein eigenes Gotteshaus, sondern gehörte zum Kirchdorf Göritten (Puschkino) im Kirchenkreis Stallupönen (1938–1946 Ebenrode, russisch: Nesterow) in der Kirchenprovinz Ostpreußen der Kirche der Altpreußischen Union. Zwischen 1945 und den 1990er Jahren war kirchliches Leben untersagt, bis sich dann im nahegelegenen Newskoje (Pillupönen, 1938–1946 Schloßbach) wieder eine evangelische Gemeinde formierte, die zur Propstei Kaliningrad in der Evangelisch-Lutherischen Kirche Europäisches Russland gehört und vom Pfarramt der Salzburger Kirche in Gussew (Gumbinnen) versorgt wird.